# Brand-Nagelberg
Brand-Nagelberg è un comune austriaco di 1 601 abitanti nel distretto di Gmünd, in Bassa Austria; ha lo status di comune mercato (Marktgemeinde).